# طلال جازع
طلال محمد جازع المطيري (3 مارس 1995) لاعب كرة قدم كويتي، من مواليد 1995 يلعب في نادي الكويت الكويتي.
لعب سابقاً في نادي الشحانية ونادي ظفار وهو أخ اللاعب جابر جازع المطيري.

## روابط خارجية
طلال جازع على موقع Soccerway.com (الإنجليزية)